# サンタ・ルチーア・ディ・ピアーヴェ
サンタ・ルチーア・ディ・ピアーヴェ（伊: Santa Lucia di Piave）は、イタリア共和国ヴェネト州トレヴィーゾ県にある、人口約9,100人の基礎自治体（コムーネ）。

## 地理

### 位置・広がり

#### 隣接コムーネ
隣接するコムーネは以下の通り。
- チマドルモ
- コネリアーノ
- マレーノ・ディ・ピアーヴェ
- ネルヴェーザ・デッラ・バッターリア
- スプレジアーノ
- スゼガーナ

### 気候分類・地震分類
気候分類では、zona E, 2434 GGに分類される。
また、イタリアの地震リスク階級 (it) では、zona 2 (sismicità media) に分類される。